# 프란츠 페르디난트 폰 외스터라이히에스테 대공
프란츠 페르디난트 카를 루트비히 요제프 마리아 폰 외스터라이히에스테 대공(독일어: Erzherzog Franz Ferdinand Carl Ludwig Joseph Maria von Österreich-Este, 1863년 12월 18일 ~ 1914년 6월 28일)는 오스트리아-헝가리 제국의 제위 계승자로, 프란츠 요제프 1세의 조카이다.
오스트리아-헝가리 제국에 슬라브족을 참여시켜 제국의 개편과 확장을 도모하였으나, 1914년 6월 28일 보스니아 사라예보에서 범게르만주의에 반대하던 세르비아 민족주의자인 가브릴로 프린치프가 쏜 총탄에 맞아 암살되었다.

## 생애

### 어린 시절
프란츠 페르디난트는 1863년 그라츠에서 프란츠 요제프 1세의 동생 카를 루트비히 폰 외스터라이히 대공과 그의 두 번째 아내 부르봉양시칠리아 공주 마리아 안눈치아타의 첫째 아들로 태어났다. 어머니를 폐결핵으로 잃은 그는 어려서부터 병약하였으며 이로 인해 자주 요양을 해야 했다. 그러나 사촌형인 루돌프 황태자의 자살로 그는 제위 계승권을 포기한 아버지를 제치고 오스트리아-헝가리 제국의 후계자가 되었다. 어른이 된 뒤에도 군 복무 수행을 띄엄띄엄 해야 할 만큼 건강이 좋지 않았고, 이로 인해 황제를 비롯한 궁정 인사들은 그의 장래에 대해 회의적이었다.

### 귀천상혼
프란츠 페르디난트는 1893년 합스부르크로트링겐 왕가의 시녀였던 조피 호테크 폰 콧구바와 만나 사랑에 빠졌다. 조피는 리히텐슈타인 공작, 바덴 대공, 호엔촐레른헤힝겐 공작 등과 직계 조상이 동일하였지만 일개 백작의 딸이었기에 프란츠 요제프 1세는 그녀와의 혼인을 강력히 반대했다. 하지만 프란츠 페르디난트가 그녀가 아니면 절대 결혼하지 않겠다고 고집을 부리자, 1900년 프란츠 요제프 1세는 조건을 걸고 귀천상혼에 합의했다. 그 조건은 다음과 같았다.
1. 조피 호테크 폰 콧구바는 프란츠 페르디난트와 작위를 공유하지 않는다.
2. 프란츠 페르디난트와 조피 사이에서 태어난 아이들은 오스트리아의 황자(공주), 헝가리의 왕자(공주), 오스트리아의 대공(여대공)등의 작위를 받을 수 없으며, 계승권도 가지지 않는다. 대신 호엔베르크 공자(공녀)의 직위를 얻는다.

프란츠 페르디난트는 이 조건에 동의했고, 1900년 7월 1일 조피와 결혼했다. 조피는 결혼과 동시에 호엔베르크 여후작의 직위를 받았으며 1909년에 호엔베르크 여공작으로 승격되었다. 프란츠 페르디난트는 자신이 사랑하는 여성과 결혼했지만 이 결혼으로 인해 프란츠 요제프 1세는 한층 더 조카를 싫어하게 되었다.

### 개혁 성향
프란츠 페르디난트는 슬라브족의 자치권을 공인해 2중 제국을 다중적인 중부 연방인 대오스트리아 합중국으로 개편을 구상하였다.

### 암살과 제1차 세계 대전
결혼 14주년 기념일이었던 1914년 6월 28일, 프란츠 페르디난트는 조피와 함께 군대를 사열하기 위해 사라예보를 방문했다. 열차를 타고 도착한 대공 부부는 보스니아의 지사였던 오스카르 포티오레크의 영접을 받았고, 오전 10시를 조금 지난 시각 대공 부부가 탄 차는 사람들의 환영을 받으며 지나가던 중 네델코 차브리노비치에 의해 일차적으로 폭탄 테러를 당했다. 이 사건으로 포티오레크의 시종무관인 메리지 중령을 비롯해 부관 두 사람이 부상을 당했지만 대공 부부는 다치지 않았고, 프란츠 페르디난트는 차를 세워 상황을 확인한 뒤 다시 출발했다. 프란츠 페르디난트의 측근들은 일정을 중지할 것을 권유했으나 포티오레크는 폭탄 테러는 단독범의 소행이며 추가적인 암살 시도는 없을 것이라고 확신했다.
10시 45분, 시청에서의 환영 인사를 마친 대공 부부는 아까의 사건으로 다친 사람들을 살피기 위해 병원으로 향했는데 일정이 운전사에게 전달되지 못해 앞서가던 차 두 대가 본래 가기로 했던 대성당으로 향했다. 포티오레크가 길을 잘못 들었다고 말했고, 운전사가 차를 돌리려는 순간 저격범 가브릴로 프린치프가 차 앞으로 뛰어들었다. 그가 쏜 첫 번째 총알은 프란츠 페르디난트의 목에 맞았고, 두 번째 총알은 조피의 배에 맞았다. 동승했던 하라흐 백작은 프란츠 페르디난트가 죽어가는 조피에게 "조피! 죽으면 안돼! 아이들을 위해 살아야만 해!" 하고 말했다고 진술했다. 피격이 있은 지 몇 분 뒤, 포티오레크는 사건을 알리는 전보를 쳤고 11시 30분 전보를 전해 들은 프란츠 요제프 1세는 동요하지 않았다. 대공 부부의 시신은 다음날 빈으로 옮겨졌고 포티오레크는 사건의 책임자로 비판을 받았지만 프란츠 요제프 1세는 그를 감싸주었다. 한 달 뒤 오스트리아는 세르비아에 선전 포고를 했다. 이것이 제1차 세계 대전의 시작이었다.

## 자녀
| 사진 | 이름                          | 생일            | 사망                    | 기타         |
| ---- | ----------------------------- | --------------- | ----------------------- | ------------ |
|      | 조피 폰 호헨베르크 여후작     | 1901년 7월 24일 | 1990년 10월 27일 (89세) | 슬하 3남 1녀 |
|      | 막시밀리안 폰 호헨베르크 공작 | 1902년 9월 29일 | 1962년 1월 8일 (59세)   | 슬하 6남     |
|      | 에른스트 폰 호헨베르크 후작   | 1904년 5월 27일 | 1954년 3월 5일 (49세)   | 슬하 2남     |